# جائزة إسبانيا الكبرى 1993
جائزة إسبانيا الكبرى 1993 هو سباق فورمولا 1 أقيم بتاريخ 9 مايو 1993 في حلبة دي كاتلونيا، برشلونة، إسبانيا. كان الخامس من أصل 16 في بطولة العالم لسباقات الفورمولا واحد موسم 1993. حلّ الفرنسي ألن بروست أولا بينما جاء البرازيلي آيرتون سينا في المركز الثاني وحصل على المركز الثالث الألماني مايكل شوماخر.